# (30389) Ledoux
(30389) Ledoux est un astéroïde de la ceinture principale d'astéroïdes.

## Description
(30389) Ledoux est un astéroïde de la ceinture principale d'astéroïdes. Il fut découvert le 28 mai 2000 à Socorro (Nouveau-Mexique) par le projet LINEAR. Il présente une orbite caractérisée par un demi-grand axe de 2,83 UA, une excentricité de 0,03 et une inclinaison de 3,1° par rapport à l'écliptique.

## Compléments